# Trifon Trifonow
Trifon Jordanow Trifonow (bułg. Константин Лудвиг Лукаш, ur. 20 listopada 1895 w Sofii, zm. 15 marca 1945 tamże) – bułgarski wojskowy, generał major, w roku 1944 szef sztabu armii, ofiara represji komunistycznych.

## Życiorys
Był synem filologa i profesora uniwersyteckiego Jordana Trifonowa i nauczycielki Iwanki z d. Gybenskiej. W 1916 ukończył szkołę wojskową w Sofii i uzyskał awans na stopień podporucznika. Po ukończeniu szkoły rozpoczął służbę w 3 pułku artylerii. W 1917 awansowany do stopnia porucznika. W 1931 ukończył studia na Akademii Wojskowej w Sofii. Od 1940 kierował wydziałem operacyjnym sztabu generalnego armii bułgarskiej. W 1941 objął komendę wojskową nad przyłączonym do Bułgarii okręgiem Biełomorieto (Tracja Zachodnia). 12 września 1941 objął dowództwo 16 dywizji piechoty. 11 maja 1944 otrzymał stanowisko szefa sztabu generalnego. Po przejęciu władzy przez komunistów we wrześniu 1944 pozbawiony stanowiska i aresztowany.
Skazany na karę śmierci przez Trybunał Ludowy i rozstrzelany 15 marca 1945.

## Awanse
- podporucznik (Подпоручик) (1916)
- porucznik  (Поручик) (1917)
- kapitan  (Капитан) (1923)
- major  (Майор) (1930)
- podpułkownik  (Подполковник) (1934)
- pułkownik  (Полковник) (1938)
- generał major  (Генерал-майор) (1943)